# Fernschach-Bulletin
Das Fernschach-Bulletin war die Schachzeitschrift für Fernschach in der DDR.
Herausgegeben wurde das Bulletin von der Fernschachkommission des Deutschen Schachverbandes der DDR. Die Redaktion leitete Lothar Mittag. Inhalt des Bulletins waren alle Ergebnisse der DDR-Fernschachturniere sowie die Ergebnisse in internationalen Fernturnieren mit Beteiligung von DDR-Spielern. Die meisten Partien der DDR-Fernturniere wurden unkommentiert veröffentlicht. Erstmals erschien das Bulletin 1966, zunächst als Loseblattsammlung, und zwar monatlich. Ab 1975 wurden jährlich sechs Doppelhefte herausgegeben. 1979 wurde das Bulletin umbenannt in Fernschach der DDR. Es erschien bis 1990.